# L'amore è bello
L'amore è bello (Happy Go Lovely) è un film britannico del 1951 diretto da H. Bruce Humberstone.